# Símbol de Schläfli

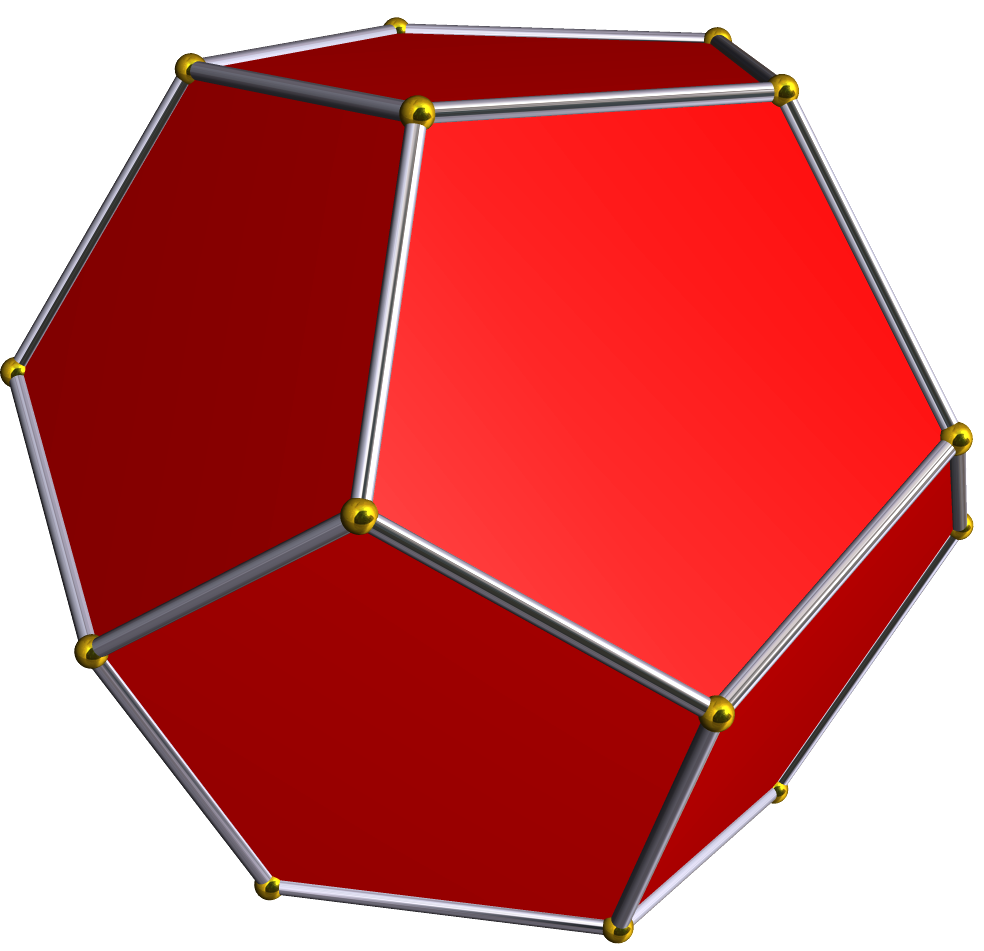
El dodecàedre és un políedre regular amb símbol de Schläfli {5,3}, és a dir, amb 3 pentàgons al voltant de cada vèrtex.

En geometria, el símbol de Schläfli és una notació de la forma {\displaystyle \{p,q,r,...\}} que defineix tessel·lacions i polítops regulars.
El símbol de Schläfli s'anomena en honor del matemàtic suís del segle xix Ludwig Schläfli,:143 qui generalitzà la geometria euclidiana a més de tres dimensions i descobrí tots els seus polítops regulars convexos, entre els quals els sis que ocorren en quatre dimensions.